# Konvertibilna marka
Konvertibilna marka (KM - Konvertibilna marka / конвертибилна марка) är den valuta som används i Bosnien och Hercegovina. Valutakoden är BAM. 1 Konvertibilna marka (pluralform Konvertibilnih maraka) = 100 feninga (singularform fening).
Sedlar förekommer i två olika utföranden, ett som utfärdas av federationen Bosnien och Hercegovina och ett som utfärdas av Republika Srpska. Båda är dock giltiga i hela landet.
Valutan infördes juni 1998 och ersatte bosnisk och hercegovinsk dinar, kroatisk kuna och serbisk dinar som ett resultat av Daytonavtalet.
Valutan har en fast växelkurs sedan 2002 till 0,511 euro (EUR €), det vill säga 1 BAM = 0,51 EUR och 1 EUR = 1.95 BAM, och mellan 1998 och 2001 till 1 D-mark, samma som 0,511 €.

## Användning
Valutan ges ut av Centralna Banka Bosne i Hercegovine - CBBH som grundades 1997. CBBH har huvudkontoret i Sarajevo.

## Valörer
- mynt: 1, 2 och 5 marka
- underenhet: 5, 10, 20 och 50 feninga
- sedlar: 10, 20, 50, 100 och 200 maraka